# Cozi Costi
Cozi Costi, cuyo verdadero nombre es Costandia Costi, nacida en Londres, Reino Unido, es una cantante y compositora de música electrónica, pop y house. Ella coescribió la canción «Naughty Girl» de la cantante australiana Holly Valance en 2002.

## Biografía
Cozi, inició su carrera en el pop en 1996 con el grupo británico TSD junto con Claire Richards, quien se unió más tarde al grupo de pop Steps.
Entre sus colaboraciones vocales con DJ's de música house está la canción «Baby When the Light» del francés David Guetta. Ocupó el lugar # 50 del UK Singles Chart y se encuentra dentro del álbum Pop Life de Guetta.

## Proyectos actuales
Cozi se encuentra trabajando en su propio álbum después de haber trabajado de manera algo anónima. Su primer lanzamiento fue Stamina.
Otras colaboraciones vocales incluyen las canciones «The Storm» de Jerry Ropero, «Sensual» de PhonJaxx y «Perfect Moment» con Eddie Thoneick, Francesco Díaz y Young Rebels.
En 2011 colaboró con el dúo italiano Promise Land aportando voces en la canción «Heaven». Participó como compositora para artistas tales como la cantante danesa Nabiha, Alexandra Burke y Petula Clark entre otros.

## Colaboraciones para otros artistas
| Año  | Canción                                        | Artista                         | Álbum              | Participación                |
| ---- | ---------------------------------------------- | ------------------------------- | ------------------ | ---------------------------- |
| 2002 | «Naughty Girl»                                 | Holly Valance                   | Footprints         | Como compositora             |
| 2003 | «Riding High»                                  | Glider                          |                    | Como vocalista               |
| 2006 | «Counting Down the Days»                       | Sunfreakz con Andrea Britton    |                    | Como compositora             |
| 2007 | «Fireworks»                                    | Sucker DJ's con Tiger Lily      |                    | Como compositora             |
| 2007 | «Baby When the Light»                          | David Guetta                    | Pop Life           | Como vocalista               |
| 2007 | «Dance Dance»                                  | Booty Luv                       | Boogie 2nite       | Como compositora             |
| 2007 | «Sensual»                                      | PhonJaxx                        |                    | Como compositora y vocalista |
| 2008 | «The Storm»                                    | Jerry Ropero                    |                    | Como compositora y vocalista |
| 2008 | «This Time»                                    | Lil' Love Vs. 4 Hands           |                    | Como vocalista               |
| 2008 | «Deeper Kind of Love»                          | Nello Simioli                   |                    | Como compositora             |
| 2009 | «Perfect Moment»                               | Thoneick, Díaz & Young Rebels   |                    | Como compositora y vocalista |
| 2010 | «A Little Bit More»                            | Junior Caldera                  | Debut              | Como compositora             |
| 2010 | «Bang Bang Bang»                               | Junior Caldera                  | Debut              | Como compositora             |
| 2010 | «The Enemy»                                    | Nabiha                          | Cracks             | Como compositora             |
| 2010 | «You»                                          | Nabiha                          | Cracks             | Como compositora y en coros  |
| 2010 | «The Tale of the Children and the Golden Tree» | Nabiha                          | Cracks             | Como compositora y en coros  |
| 2011 | «Ricochet»                                     | Sub Jams                        |                    | Como vocalista               |
| 2011 | «Better Without You»                           | Spit                            |                    | Como vocalista               |
| 2011 | «Piece of Heaven»                              | Promise Land                    |                    | Como vocalista               |
| 2012 | «Beating Still»                                | Alexandra Burke                 | Heartbreak on Hold | Como compositora             |
| 2013 | «State of Mind»                                | Nabiha                          | Mind the Gap       | Como compositora             |
| 2013 | «Ask Yourself»                                 | Nabiha                          | Mind the Gap       | Como compositora             |
| 2013 | «Golden»                                       | Bo Bruce                        | Before I Sleep     | Como compositora             |
| 2013 | «Every Word You Say»                           | Petula Clark                    | Lost In You        | Como compositora             |
| 2013 | «Physical»                                     | Monte Cristo                    |                    | Como vocalista               |
| 2013 | «Promises»                                     | DBN & David Puentez             |                    | Como vocalista               |
| 2014 | «Still Be the One»                             | Nrd1                            |                    | Como vocalista               |
| 2015 | «Warrior»                                      | Lumberjack                      |                    | Como vocalista               |
| 2015 | «Gravity»                                      | Sergio Matina & Gabry Sangineto |                    | Como vocalista               |
| 2015 | «Ordinary World»                               | Duderstadt                      |                    | Como vocalista               |